# Sant Antoni de la Salvetat
Sant Antoni de la Salvetat és un edifici religiós al municipi de Jafre (Baix Empordà) inclosa en l'Inventari del Patrimoni Arquitectònic de Catalunya. Es tracta d'una capella de dimensions reduïdes de planta rectangular sense capçalera destacada exteriorment, teulada de doble vessant. Al frontis, porta amb llinda rectangular, un petit òcul i al cim una espadanya d'un arc. La coberta és d'embigat. Hi ha un arc diafragmàtic -en funció d'arc triomfal- apuntat que arrenca de mènsules en secció de bisell. Dos esglaons eleven el sòl del presbiteri.
L'interior és cobert d'arrebossat, la molt malmès, igualment que el parament extern del mur septentrional. La construcció és de pedres petites, sense treballar, lligades amb morter, però a la part inferior dels murs observables, apareix un altre tipus de parament, de carreus bastament escairats, que s'afileren, el qual sembla pertànyer a època anterior a la resta de l'edifici.
L'ermita de Sant Antoni, al veïnat de la Salvetat, sobre el marge esquerre del riu Ter, ja existia l'any 1637. El 1656 fou robada la seva campana per les tropes franceses que acampaven a la rodalia. El santuari tenia dret de refugi, fet que ha donat origen al topònim "la Salvetat". Fou molt activa la seva confraria, encara existent l'any 1794. Actualment la capella serveix de magatzem de masia veïns i es troba en un estat de conservació lamentable. (vegeu la fotografia de l'interior que publica J. M. Gavín a "L'inventari d'Esglésies" del Baix Empordà).